# آزمون براون–فورسایت
آزمون براون-فورسایت (به انگلیسی: Brown-Forsythe (BF)) یا به اختصار آزمون BF، آزمونی برای آزمایش فرض برابری واریانس در آنوا (ANOVA) است. این یک اصلاح از آزمون‌های لوین (Levene) است.

## آزمایش چگونه کار می‌کند
هر دو آزمون Levene و BF متغیرهای وابسته را برای استفاده در یک آزمون آنوا تغییر می‌دهند. تنها تفاوت بین دو آزمون در نحوه ساخت متغیرهای تغییر یافته‌است. آزمون لوین از انحراف از میانگین گروهی استفاده می‌کند، که معمولاً منجر به مجموعه ای از داده‌های بسیار کج می‌شود؛ که این پدیده فرض عادی بودن را نقض می‌کند. آزمون Brown-Forsythe سعی می‌کند با استفاده از انحراف از میانه گروه، این کجی را برطرف کند؛ در نتیجه یک آزمون قوی تر است. به عبارت دیگر، آزمون BF کمتر از آزمون لوین اعلام می‌کند که فرض برابری، برابر فرض شده‌است.